# 밀만의 정리
밀만의 정리(Millman's theorem) 또는 병렬 발전기 정리(parallel generator theorem)는 전기공학에서 전기회로의 해를 단순화하는 방법이다. 특히 밀만의 정리는 병렬 분기로만 구성된 회로 끝의 전압을 계산하는 데 사용된다.
이 정리를 증명한 제이콥 밀만(Jacob Millman)의 이름을 따서 명명되었다.

## 같이 보기
- 회로 이론
- 크레인-밀만 정리